# 永济镇
永济镇，是中华人民共和国湖南省衡陽市耒阳市下辖的一个乡镇级行政单位。

## 行政区划
永济镇下辖以下地区：
永盛社区、永济村、龙水村、清风村、柏马村、白凤村、北平村、向阳村、花园村、大众村、金开村、金勾村、大河边村、良田村、丰湖村和百里渡村。